# Fjällhöstmätare
Fjällhöstmätare, Epirrita autumnata (tidigare fjällbjörkmätare) är en fjärilsart som först beskrevs av Moritz Balthasar Borkhausen 1794. Enligt Dyntaxa ingår fjällhöstmätare i släktet Epirrita men enligt Catalogue of Life är tillhörigheten istället släktet Oporinia. Enligt båda källorna tillhör fjällhöstmätare familjen mätare, Geometridae. Arten är reproducerande i Sverige. Två underarter finns listade i Catalogue of Life, Oporinia autumnata autumnus Bryk, 1942 och Oporinia autumnata gueneata Prout, 1898.

## Bildgalleri

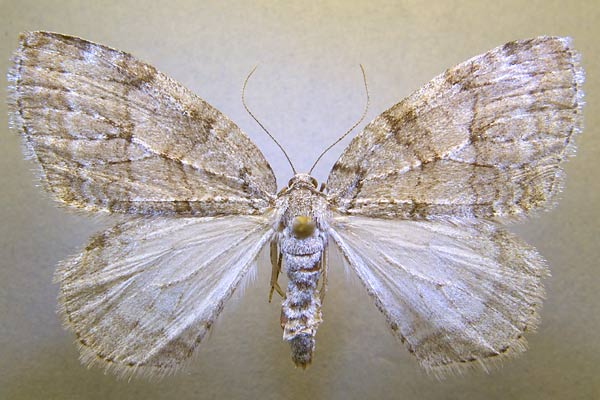